# Ophiodothella edax
Ophiodothella edax är en svampart som först beskrevs av Berk. & Broome, och fick sitt nu gällande namn av Franz Xaver von Höhnel 1910. Ophiodothella edax ingår i släktet Ophiodothella och familjen Phyllachoraceae.   Inga underarter finns listade i Catalogue of Life.